# Happy Death Day
Happy Death Day is een Amerikaanse horrorfilm uit 2017, geregisseerd door Christopher Landon. In 2019 werd een vervolg op de film uitgebracht onder de naam Happy Death Day 2U.

## Verhaal
Na een nachtje doorzakken wordt universiteitsstudente Theresa "Tree" Gelbman op haar verjaardag wakker in de slaapkamer van klasgenoot Carter Davis. Tree wijst Carter af en vertrekt zo snel mogelijk naar haar eigen kamer op de universiteit. Hierna gaat Tree langs bij Gregory Butler, een getrouwde professor waar ze een affaire mee heeft. Ze weet zich nog op tijd te verstoppen voor zijn vrouw langs komt. Diezelfde nacht, op weg naar een feestje, wordt Tree een tunnel in gelokt en vermoord door een figuur die een masker van hun schoolmascotte draagt.
Tree wordt onmiddellijk weer wakker in Carter zijn bed. In eerste instantie denkt Tree dat ze wakker is geworden en dat de gebeurtenissen slechts een nachtmerrie waren. Ze raakt echter al snel zenuwachtig als gebeurtenissen van de vorige dag zich exact op de juiste moment herhaalt. Verbijsterd beleeft ze de dag opnieuw; ditmaal ontwijkt ze de tunnel waar ze vorige keer vermoord werd. De moordenaar duikt nu echter op een ander moment op en vermoordt Tree alsnog. Hierop wordt ze wederom wakker in Carter zijn bed en herhaalt de ochtend zich weer. Op dit moment ontdekt Tree dat ze vast zit in een tijdlus en blijft ze de dag herbeleven zolang ze vermoord blijft worden.
Tree moet hierdoor erachter zien te komen wie haar elke keer probeert te vermoorden om zo de dag te overleven en de tijdlus te verbreken. Ze krijgt hier hulp bij van Carter nadat ze hem met bewijs kan laten zien dat ze de dag al meerdere keren heeft meegemaakt.

## Rolverdeling
- Jessica Rothe als Theresa "Tree" Gelbman
- Israel Broussard als Carter Davis
- Ruby Modine als Lori Spengler
- Charles Aitken als Gregory Butler
- Laura Clifton als Stephanie Butler
- Jason Bayle als David Gelbman
- Rob Mello als John Tombs
- Rachel Matthews als Danielle Bouseman
- Phi Vu als Ryan Phan
- Tenea Intriago als protesterende student
- Blaine Kern III als Nick Sims
- Cariella Smith als Becky Shepard
- Jimmy Gonzales als politieagent
- Donna Duplantier als Nurse Deena
- Dane Rhodes als officier Santora
- Caleb Spillyards als Tim Bauer
- Missy Yager als Mrs. Gelbman
- Tran Tran als Emily

## Achtergrond
Oorspronkelijk werd de film in 2007 aangekondigd onder de naam Half to Death en zou geproduceerd worden door Michael Bay en Rogue Pictures. Hier werd later van afgeweken nadat Christopher Landon was ingehuurd het scenario te herschrijven.
De opnames van vijf weken vonden voornamelijk plaats bij het Loyola University in New Orleans, Louisiana.
Happy Death Day werd uitgebracht op 13 oktober 2017 en werd door het publiek algemeen goed ontvangen. Op Rotten Tomatoes heeft de film een score van 72% op basis van 159 beoordelingen. Metacritic komt op een score van 58/100, gebaseerd op 26 beoordelingen.